# Félix Paiva
José Félix Paiva (Caazapá, 21 de febrero de 1877-Asunción, 2 de noviembre de 1965) fue un abogado, periodista y político paraguayo, que ha sido presidente provisional de la República del Paraguay en 1937, y un año más tarde, presidente constitucional de la misma, hasta 1939.

## Primeros años
Nació en Caazapá en 1877, hijo de Martina Paiva y hermano de Emilio y Vicente Paiva. Se graduó de bachiller en 1896 y estudió la carrera de derecho en la Universidad Nacional de Asunción, donde se graduó en 1901. Se desempeñó como decano de la Facultad de Derecho en los años 1902, 1923, 1934 y 1937, en 1908 como rector interino de dicha universidad, y como titular de abril a agosto de 1912. Desde joven, estuvo integrado al Partido Liberal.
Ejerció el periodismo, siendo destacado en este ámbito. Ocupó bancas en la Cámara de Diputados y en el Senado; fue ministro de Relaciones Exteriores, Justicia, Culto e Instrucción Pública, e Interior, en distintos períodos; presidente del Supremo Tribunal de Justicia en los años 1913, 1916 y 1919, y del Senado en 1920, siendo de esa manera, junto con Emiliano González Navero, uno de los dos ciudadanos paraguayos en ocupar la presidencia de los tres poderes del Estado.
Estuvo casado con Silvia Ester Heisecke, con quien fue padre de Armando, Aníbal, Augusto, Danilo y Milciades. Fue concuñado de otro presidente de la República, Eduardo Schaerer.

## Trayectoria política
Ejerció como vicepresidente del Paraguay como segundo en el poder ejecutivo entre 1920 y 1921, acompañando al presidente Manuel Gondra en el gobierno de la nación por el periodo 1920-1924, pero a raíz de la deteriorada situación política de la época, el presidente presentó su renuncia al cargo el 1 de noviembre de 1921. Por ley constitucional, Gondra delegaba al doctor Félix Paiva el poder ejecutivo, pero debido al tenso ambiente político aun presente, no pudo conformar su gabinete ministerial y también presentó su carta de dimisión el 4 de noviembre de 1921, ambas cartas de renuncia fueron aceptadas por una sesión extraordinaria del Congreso de Paraguay tres días después.
Accedió a la primera magistratura como Presidente de Paraguay  tras el derrocamiento de Rafael Franco por un movimiento liberal (1937). Bajo su interinato fue restablecida la constitución política de 1870. El 11 de octubre de 1938, el congreso lo confirmó como presidente constitucional. Firmó un tratado de paz con Bolivia en 1938, que fijó los límites definitivos entre ambos países y ponía fin a las disputas territoriales del Chaco También se firmó un acuerdo limítrofe con la Argentina donde se estableció los límites en el Pilcomayo. Su gabinete ministerial lo integró con Ramón Paredes, Arturo Bray y Higinio Morínigo, en Interior; Luis Frescura, Enrique Bordenave y Justo Pastor Benítez, en el Ministerio de Hacienda; Juan Bautista Ayala, Nicolás Delgado y José Bozzano, en Guerra y Marina; Luis A. Argaña, Justo Prieto y Juan Francisco Recalde, en Justicia, Culto e Instrucción Pública; Cecilio Báez, Luis A. Argaña y Elías Ayala, en Relaciones Exteriores; Gerardo Buongermini, en Salud Pública; Luis Frescura y Francisco Rolón, en Agricultura; y José Bozzano y Andrés Barbero, en Economía.
Cabe resaltar que Félix Paiva fue el único ciudadano que tuvo el honor de presidir los tres poderes del Estado: Legislativo, Ejecutivo y Judicial, luego de ser miembro y presidente de la Corte Suprema de Justicia,  donde previamente fue miembro del Tribunal de apelación, como también haber sido parlamentario senador titular en el Senado y presidente del Congreso de Paraguay. Félix Paiva ha sido también fiscal general del Estado.
En el mundo académico fue Docente universitario y presidente Decano (educación) de la Facultad de Derecho y Ciencias Sociales en la Universidad Nacional de Asunción

Falleció en Asunción, el 2 de noviembre de 1965, a los 88 años de edad.